# Meiken Lassie
Meiken Lassie (名犬ラッシー Meiken rasshî?, "Famoso perro Lassie") es una serie de anime basada en la novela Lassie Come-Home ("Lassie, vuelve a casa") de Eric Mowbray Knight.  La serie fue emitida originalmente en Japón en el año 1996, parte del contenedor infantil World Masterpiece Theater o Meisaku de Nippon Animation.  El contenedor había antes y después producido una gran variedad de series de animación basadas en diferentes obras literarias infantiles; entre ellas estaban "Los cielos azules de Romeo" (1995) y "Remy, la niña sin hogar" (1996).  La serie fue un fracaso en Japón y su emisión fue detenida después de tan solo 26 episodios, fue reemplazada por Remy, la niña sin hogar el mismo año, que tampoco tuvo suerte.  La serie nunca fue emitida en España, Francia, Alemania, ni siquiera Italia.

## Argumento
John es un niño alegre y de buen carácter que vive en una población minera de carbón en Inglaterra.  Un día, encuentra a un pequeño perro perdido entre un rebaño de ovejas, John lo recoge, lo lleva a su casa y lo nombra Lassie.  En seguida, el muchacho y el perro se hacen grandes amigos, casi como hermanos.  Lassie es un perro hermoso y extremadamente inteligente y todos en el pueblo lo adoran y respetan.  Sin embargo, su felicidad no dura mucho, un dueño de una mina de carbón cierra su compañía ya que no queda más carbón en dicha mina.  John va a visitar al dueño para pedirle que haga una investigación más entera de la mina, el dueño acepta, pero a cambio se lleva a Lassie a Escocia.
Priscilla, la nieta del dueño de la mina y ahora dueño de Lassie, que también es amiga de John, no soporta ver al animal encerrado en una jaula, por esta razón, lo deja en libertad.  Lassie recorre un largo y duro camino desde Escocia hasta su viejo pueblo.  Lassie corre, quiere volver junto a John, su amigo y hermano, cuanto antes.

## Temas musicales
- Japón: (Inicio) "Owaranai Monogatari", (Cierre) "Shounen no Oka" cantadas por Jun Morioka.